# Tokyo Sowa Bank
La Tokyo Sowa Bank (東京相和銀行, Tōkyō Sōwa ginkō) est une banque japonaise qui a fait faillite en 1999.

## Bref historique
La Tōkyō Sōwa ginkō était une banque régionale, propriété du banquier japonais Shōichi Osada.
À la suite de la crise bancaire japonaise et aux problèmes des créances douteuses la banque a fait faillite en 1999. Durant les dernières années, le management de la banque a maquillé les comptes pour sauver les apparences.
En 2001 un fonds d'investissement américain basé à Dallas, Lone Star Funds, a racheté la banque et l'a renommée Tokyo Star Bank.
En 2003, Shōichi Osada, ancien chairman de la banque, Mizuho Kojima, ancien PDG, Masatoshi Fukui, ancien vice-président et deux autres cadres dirigeants ont été condamnés pour malversations financières.
En mars 2006, Lone Star, après avoir renfloué la banque, a décidé de revendre la majorité de ses actions à la société de bourse japonaise Nikko Cordial.

## Des affaires?

### Enquête sur un compte supposé de Jacques Chirac
Jacques Chirac aurait possédé un compte occulte à la Tokyo Sowa Bank.

### Immobilier parisien
Selon le Canard enchaîné du 7 juin 2006, la Tōkyō Sōwa ginkō aurait été impliquée dans des pots-de-vin relatifs au marché de l'immobilier parisien.